# Каналестоклюн тукан
Каналестоклюн тукан (Ramphastos vitellinus) е вид птица от семейство Туканови (Ramphastidae).

## Разпространение
Видът е разпространен в Тринидад и в тропическа Южна Америка чак на юг до Южна Бразилия и Централна Боливия.